# Florent Laville
Florent Laville (Valence, 7 agosto 1973) è un ex calciatore francese, di ruolo difensore.

## Caratteristiche tecniche
Destro di piede, nel corso della carriera ha ricoperto il ruolo di difensore centrale.

## Carriera

### Club
Dopo aver fatto la trafila delle giovanili nell'Olympique Lyonnais, debutta in prima squadra nella stagione 1993-1994, l'11 marzo 1994 in una partita contro il Monaco, collezionando altre 8 presenze nell'arco della stagione. L'anno successivo diviene un elemento titolare della prima squadra, accompagnandola per altre 9 stagioni e contribuendo alla vittoria di due campionati (2002 e 2003) ed un Trophée des Champions nel 2002. Nel gennaio 2003, complice anche un minutaggio divenuto nel frattempo inferiore, si trasferisce in prestito al Bolton nella Premier League inglese.
Qui entra subito nella squadra titolare, al fianco del compagno di reparto Guðni Bergsson, e viene riscattato a fine torneo per una cifra di 750000 €, ma un grave infortunio al ginocchio ad inizio della stagione successiva ne causa l'assenza per la maggior parte del campionato. La stagione successiva raggiunge in prestito il Coventry City, nella Championship, la seconda divisione inglese, dove gioca 6 partite e non viene riscattato a fine anno, quando il suo contratto col Bolton scade e Laville è libero di firmare un nuovo contratto con il Bastia, nella Ligue 2 francese.
Dopo una buona prima stagione da titolare, nella quale il Bastia sfiora la promozione in Ligue 1, nel settembre del 2006 subisce un'operazione alle vertebre cervicali che lo tiene fuori dai campi fino alla sosta natalizia. Colleziona a fine campionato 10 presenze e nel maggio 2007 annuncia il suo ritiro, condizionato anche dai numerosi infortuni subiti in tutta la carriera.

### Nazionale
Ha fatto parte della Nazionale francese Under 21 tra il 1994 ed il 1996, partecipando all'Europeo di categoria del 1996. Il suo esordio è avvenuto il 6 settembre 1994 in uno 0-3 contro la rappresentativa della Slovacchia. In totale ha collezionato 12 presenze con la maglia dell'Under 21, mettendo a segno un goal.
Ha partecipato anche all'Olimpiade di Atlanta nel 1996, giocando unicamente l'ultima partita del girone di qualificazione, il 24 luglio contro l'Arabia Saudita, vinta dalla Francia per 2-1.

## Palmarès
- Campionato francese: 2

Olympique Lione: 2001-2002, 2002-2003
- Coppa di Francia: 1

Olympique Lione: 2000-2001
- Supercoppa francese: 1

Olympique Lione: 2002
- Coppa Intertoto UEFA: 1

Olympique Lione: 1997